# ナンシー・アンド・ザ・ボーイズ
ナンシー・アンド・ザ・ボーイズ（NANCY & THE BOYS）は、ダンスマニアSPEEDシリーズで主に曲を提供しているサウンドクリエイター。Runaway Musicというレーベルに所属しており、Chris Bucknall , John Briley(CJ CREW)の二人がプロデューサーで、ダンスマニアへの提供曲は全てカバー曲であったが、2012年に同人音楽レーベルRTTF Recordsへ初のオリジナル曲となる「Shine a Light on You」を提供。曲によって、男声だけ/女声だけになったりする。

## 主な曲
- Baby Boy
- Breathless
- Complicated
- Don't Tell Me
- Feel Good Time
- Get The Party Started
- I Fought The Law
- Lady Marmalade
- Men In Black
- Music
- Pure Shores
- Shine a Light on You
- Sk8er Boi
- Survivor
- Symphony No.40 in G minor, K.550 -1st Movent:Molto allegro (交響曲第40番～第1楽章より)
- S・O・S
- We Wish You a Merry Chiristmas